# Рубі (Вісконсин)
Рубі (англ. Ruby) — місто (англ. town) в США, в окрузі Чиппева штату Вісконсин. Населення — 465 осіб (2020).

## Демографія
Згідно з переписом 2010 року, у місті мешкали 494 особи в 176 домогосподарствах у складі 123 родин. Було 234 помешкання
Расовий склад населення:
| - 99,0 % — білих - 0,2 % — корінних американців - 0,2 % — чорних або афроамериканців |

До двох чи більше рас належало 0,6 %. Частка іспаномовних становила 0,4 % від усіх жителів.
За віковим діапазоном населення розподілялося таким чином: 30,8 % — особи молодші 18 років, 56,0 % — особи у віці 18—64 років, 13,2 % — особи у віці 65 років та старші. Медіана віку мешканця становила 35,0 року. На 100 осіб жіночої статі у місті припадало 114,8 чоловіків;  на 100 жінок у віці від 18 років та старших — 123,5 чоловіків також старших 18 років.
Середній дохід на одне домашнє господарство  становив 59 077 доларів США (медіана — 52 083), а середній дохід на одну сім'ю — 66 009 доларів (медіана — 63 500). Медіана доходів становила 45 139 доларів для чоловіків та 25 556 доларів для жінок. За межею бідності перебувало 15,5 % осіб, у тому числі 21,1 % дітей у віці до 18 років та 20,8 % осіб у віці 65 років та старших.
Цивільне працевлаштоване населення становило 169 осіб. Основні галузі зайнятості: виробництво — 27,2 %, освіта, охорона здоров'я та соціальна допомога — 21,9 %, сільське господарство, лісництво, риболовля — 14,2 %, будівництво — 7,1 %.